# IC 442
IC 442 — галактика типу E-S0 (еліптична спіральна галактика) у сузір'ї Жираф.
Цей об'єкт міститься в оригінальній редакції індексного каталогу.